# Guy Delisle
Guy Delisle (ur. 19 stycznia 1966 w Quebecu) – kanadyjski twórca komiksów oraz animacji. Pracował w studiu filmów animowanych CinéGroupe w Montrealu oraz w różnych studiach w Kanadzie, Niemczech, Francji, Chinach oraz w Korei Północnej. Doświadczenia z Korei zawarł w swojej najsłynniejszej powieści graficznej pt. Pjongjang (2004). W roku 2012 otrzymał Nagrodę za najlepszy komiks na Międzynarodowym Festiwalu Komiksu w Angoulême za Kroniki jerozolimskie (2011). W Polsce komiksy Delisle wydaje Kultura Gniewu.

## Publikacje w języku polskim
- 2006 – Phenian (wyd. I), Pjongjang (wyd. II), Kultura Gniewu
- 2008 – Kroniki birmańskie, wyd. I, Kultura Gniewu[2]
- 2009 – Louis na plaży, Kultura Gniewu
- 2014 – Kroniki jerozolimskie, wyd. I, Kultura Gniewu[3]
- 2014 – Albert i Alina, Kultura Gniewu
- 2017 – Zakładnik. Historia ucieczki, Kultura Gniewu
- 2019 – Vademecum złego ojca tom 1, Kultura Gniewu
- 2020 – Vademecum złego ojca tom 2, Kultura Gniewu